# Escazú
Escazú er en by og administrationscentrum i kantonen Hojancha i provinsen San José i Costa Rica. Distriktet Escazú havde i 2011 11.984 indbyggere.
Byen ligger 1.101 meter over havet, ni kilometer vest for San José, og udgør en del af hovedstadens storbyområde. Escazú har de sidste år utviklet sig til at blive et af landets mest eksklusive steder, og mange ambassader og dyre restauranter og butikker holder til her.
Navnet Escazú kommer sandsynligvis fra sproget huetar, men betydningen er ikke kendt. Ifølge den mundtlige traditionen betyder det «Afslapningsstenen».